# Kostolacká skupina
Kostolacká skupina byla kulturní skupina v mladém eneolitu v Srbsku, Bosně, Rumunsku, Maďarsku a na jižním středním a západním Slovensku (podél Dunaje - Patince, Iža - a v Poiplí). Původním územím je Srbsko. 
Je pojmenována podle obce Kostolac v Srbsku.
Vznikla z badenské kultury.
Sídliště jsou při vodních tocích, v jižní Panonské pánvi i na telech. Bohatě zastoupena je keramika. Známá je kolková výzdoba se vzorem šachovnice a z keramiky typické slavonské mísy s dutou nožičkou, mísy s protáhlým hrdlem, talířové mísy a amfory s válcovitým hrdlem. Z kovů se používala měď. 
Na Slovensku lze pozorovat vzájemné vlivy mezi kostolackou skupinou a bošáckou skupinou (tzv. bošácko-kostolacký horizont, např. v Trenčíně).